# Ескелдински район
Ескелдински район (на казахски: Eskeldi aýdany) е съставна част на Жетъсуска област, Казахстан, с обща площ 4046 км2 и население 45 763 души (по приблизителна оценка към 1 януари 2020 г.). Мнозинството от населението са казахи (67,5 %), следвани от руснаците (25,2 %).
Административен център е Карабулак.